# Diego Aguirre Parra
Diego Aguirre Parra (Toledo, 17 ottobre 1990) è un calciatore spagnolo, difensore svincolato.

## Caratteristiche tecniche
È un esterno sinistro.

## Carriera

### Club
Cresciuto nelle giovanili del Toledo, ha esordito il 4 settembre 2011 in un match pareggiato 0-0 contro il Marino de Luanco.

## Statistiche

### Presenze e reti nei club
Statistiche aggiornate al 21 settembre 2023.
| Stagione                | Squadra                 | Campionato              | Campionato | Campionato | Coppe nazionali | Coppe nazionali | Coppe nazionali | Coppe continentali | Coppe continentali | Coppe continentali | Altre coppe | Altre coppe | Altre coppe | Totale | Totale | Totale |
| Stagione                | Squadra                 | Comp                    | Pres       | Reti       | Comp            | Pres            | Reti            | Comp               | Pres               | Reti               | Comp        | Pres        | Reti        | Pres   | Reti   |        |
| ----------------------- | ----------------------- | ----------------------- | ---------- | ---------- | --------------- | --------------- | --------------- | ------------------ | ------------------ | ------------------ | ----------- | ----------- | ----------- | ------ | ------ | ------ |
| 2011-2012               | Toledo                  | SB                      | 23         | 1          | CR              | 0               | 0               |                    | -                  | -                  |             | -           | -           | 23     | 1      |        |
| 2012-2013               | Toledo                  | TD                      | 44         | 8          | CR              | 0               | 0               |                    | -                  | -                  |             | -           | -           | 44     | 8      |        |
| 2013-2014               | Toledo                  | SB                      | 35         | 6          | CR              | 1               | 0               |                    | -                  | -                  |             | -           | -           | 36     | 6      |        |
| Totale Toledo           | Totale Toledo           | Totale Toledo           | 102        | 15         |                 | 1               | 0               |                    | -                  | -                  |             | -           | -           | 103    | 15     |        |
| 2014-2015               | Leganés                 | SD                      | 36         | 2          | CR              | 1               | 0               |                    | -                  | -                  |             | -           | -           | 37     | 2      |        |
| 2015-2016               | Real Oviedo             | SD                      | 24         | 0          | CR              | 2               | 0               |                    | -                  | -                  |             | -           | -           | 26     | 0      |        |
| 2016-2017               | Rayo Vallecano          | SD                      | 18         | 0          | CR              | 1               | 2               |                    | -                  | -                  |             | -           | -           | 19     | 2      |        |
| 2017-2018               | Rayo Vallecano          | SD                      | 19         | 3          | CR              | 1               | 0               |                    | -                  | -                  |             | -           | -           | 20     | 3      |        |
| Totale Rayo Vallecano   | Totale Rayo Vallecano   | Totale Rayo Vallecano   | 37         | 3          |                 | 2               | 2               |                    | -                  | -                  |             | -           | -           | 39     | 5      |        |
| 2018-2019               | Real Saragozza          | SD                      | 20         | 0          | CR              | 2               | 0               |                    | -                  | -                  |             | -           | -           | 22     | 0      |        |
| 2019-2020               | Apollōn Limassol        | AK                      | 17+1       | 1          | KK              | 2               | 0               | EL                 | 8                  | 0                  |             | -           | -           | 28     | 1      |        |
| 2020-feb. 2021          | Apollōn Limassol        | AK                      | 7          | 0          | KK              | 0               | 0               | EL                 | 3                  | 0                  |             | -           | -           | 10     | 0      |        |
| Totale Apollon Limassol | Totale Apollon Limassol | Totale Apollon Limassol | 24+1       | 1          |                 | 2               | 0               |                    | 11                 | 0                  |             | -           | -           | 38     | 1      |        |
| feb.-giu. 2021          | Numancia                | SDB                     | 12         | 0          | CR              | 0               | 0               |                    | -                  | -                  |             | -           | -           | 12     | 0      |        |
| 2021-2022               | Deportivo               | PRFEF                   | 17+1       | 0          | CR              | 2               | 0               |                    | -                  | -                  |             | -           | -           | 20     | 0      |        |
| 2022-2023               | Fuenlabrada             | PF                      | 35         | 0          | CR              | 1               | 0               |                    | -                  | -                  |             | -           | -           | 36     | 0      |        |
| 2023-2024               | Manchego Ciudad Real    | SF                      | 3          | 0          | CR              | 0               | 0               |                    | -                  | -                  |             | -           | -           | 3      | 0      |        |
| Totale carriera         | Totale carriera         | Totale carriera         | 310+2      | 21         |                 | 13              | 2               |                    | 11                 | 0                  |             | -           | -           | 336    | 23     |        |